# La Isabel (Cuba)
La Isabel es una localidad cubana de la provincia de Matanzas.

## Historia
Hacia mediados del siglo XIX, el caserío tenía contabilizada una población de 24 habitantes. Aparece descrito en el segundo tomo del Diccionario geográfico, estadístico, histórico, de la isla de Cuba de Jacobo de la Pezuela de la siguiente manera:

Isabel. (caserio y paradero de la) Fundado en el antiguo part.º de Macuriges despues que terminó aquí el ramal del ferro-carril de Matanzas, llamado por esto de la Isabel, y tambien de las Jiaquimas. El caserío se encuentra en el llano anegadizo de Macuriges y le componen 5 casas con 24 habitantes, distando por las líneas y sus entronques 8 millas al E. 1/4 S.O. del corral Falso, 11 de Navajas, 47 1/2 al S. E. de Matanzas, 40 1/4 al S. de Cárdenas, 25 1/2 de la Union y 102 3/4 de la Habana. Hay una administracion de correos que es de 3.ª clase y está á cargo de un administrador, con la asignacion de 300 ps. fs. anuales y 50 que se le abonan además para los gastos de material y escritorio.
(Pezuela, 1863, p. 463)